# Mahalon
Mahalon (bretonisch Mahalon) ist eine französische Gemeinde mit 1010 Einwohnern (Stand 1. Januar 2022) im Westen der Region Bretagne. Sie liegt im Département Finistère auf der Halbinsel Cap Sizun nahe der Atlantikküste. Der Fluss Goyen bildet die nördliche Gemeindegrenze. Quimper liegt 25 Kilometer östlich, Brest 40 Kilometer nördlich und Paris etwa 520 Kilometer östlich.

## Vorgeschichte

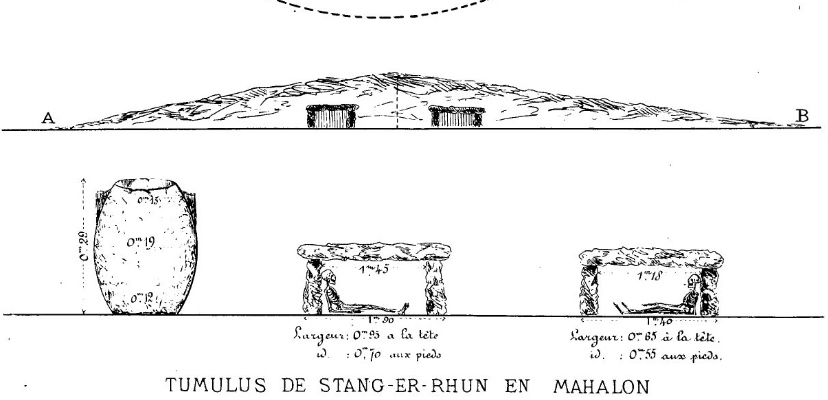
Tumulus von Stang er Rhun - Zeichn. 1880

Auf einer Wiese zwischen den Weilern Kerétret und Lanavan (auch Lannavan) standen zwei Menhire, die um 1855 umgestürzt wurden. Ein Hügel in Lanavan, der fünf oder sechs Steinkisten enthielt, wurde ungefähr zur gleichen Zeit zerstört. Der nahegelegene Tumulus zwischen Keroursinic und Stang-er-Reun wurde 1880 ausgegraben. Er enthielt mehrere Steinkisten, von denen einige Skelette bargen. 1912 wurde in der Nähe von Brégodonou eine Urne mit 145 Bronzeäxten gefunden.
Spuren römischer Besiedlung (insbesondere Ziegel) wurden von Kanoniker Abgrall nördlich von Lésivy entdeckt. Zwei Römerstraßen durchquerten die Gemeinde. Eine führte von Keridreu (heute Pont-Croix) durch Lanrin und Mahalon, weiter durch Lesmahalon und traf in Landudec auf die Römerstraße, die von Pointe du Raz nach Civitas Aquilonia führte. Die andere, die weiter nördlich verlief, führte wahrscheinlich von Ys nach Audierne.

## Verkehr
Bei Quimper befindet sich die nächste Abfahrt an der Schnellstraße E 60 (Nantes-Brest) und ein Regionalbahnhof. Nahe der Stadt Brest gibt es einen Regionalflughafen.

## Bevölkerungsentwicklung
| Jahr                       | 1962 | 1968 | 1975 | 1982 | 1990 | 1999 | 2009 | 2017 |
| Einwohner                  | 867  | 802  | 742  | 711  | 773  | 799  | 881  | 957  |
| Quellen: Cassini und INSEE |      |      |      |      |      |      |      |      |

## Sehenswürdigkeiten

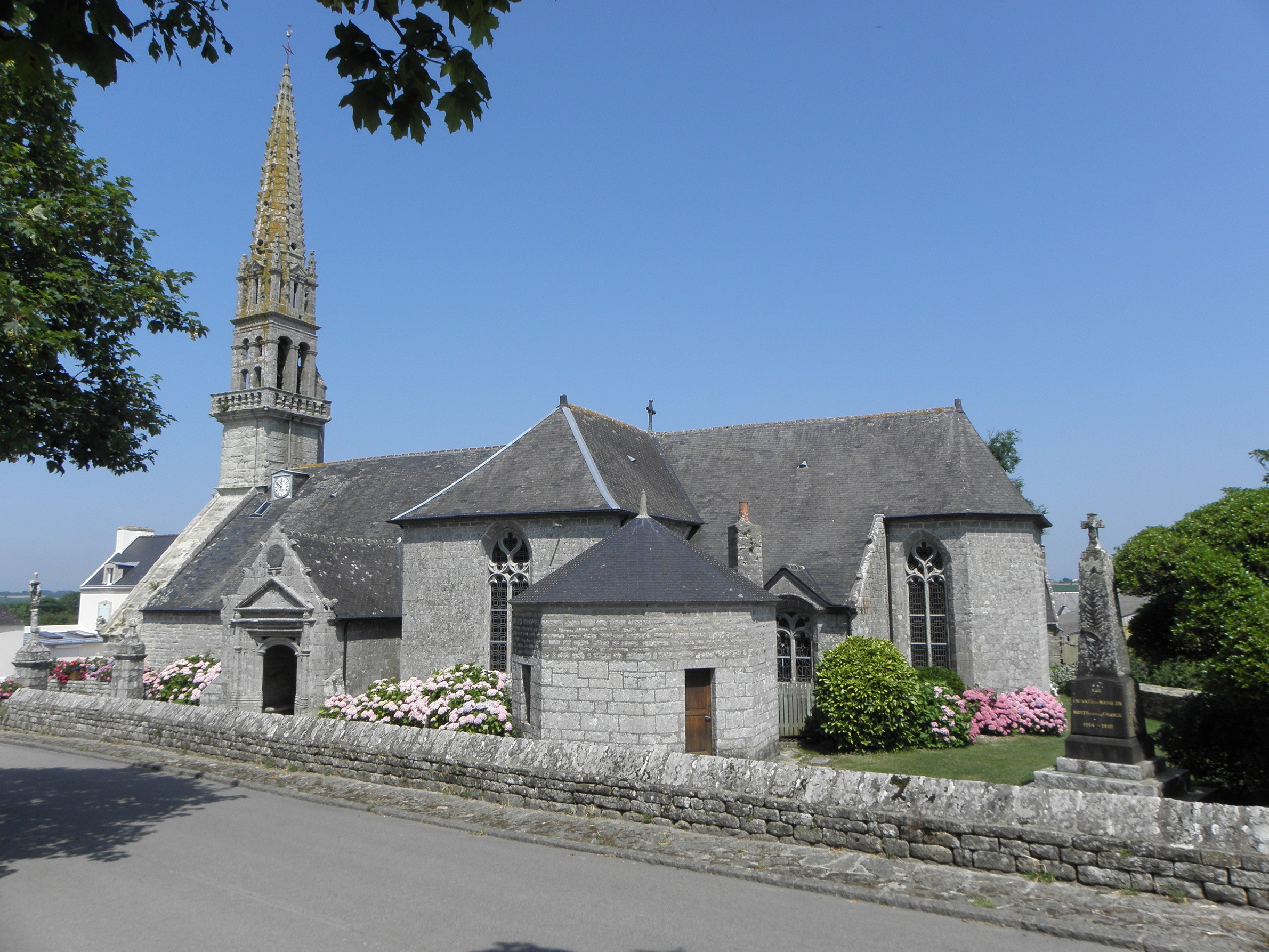
Kirche Saint-Magloire
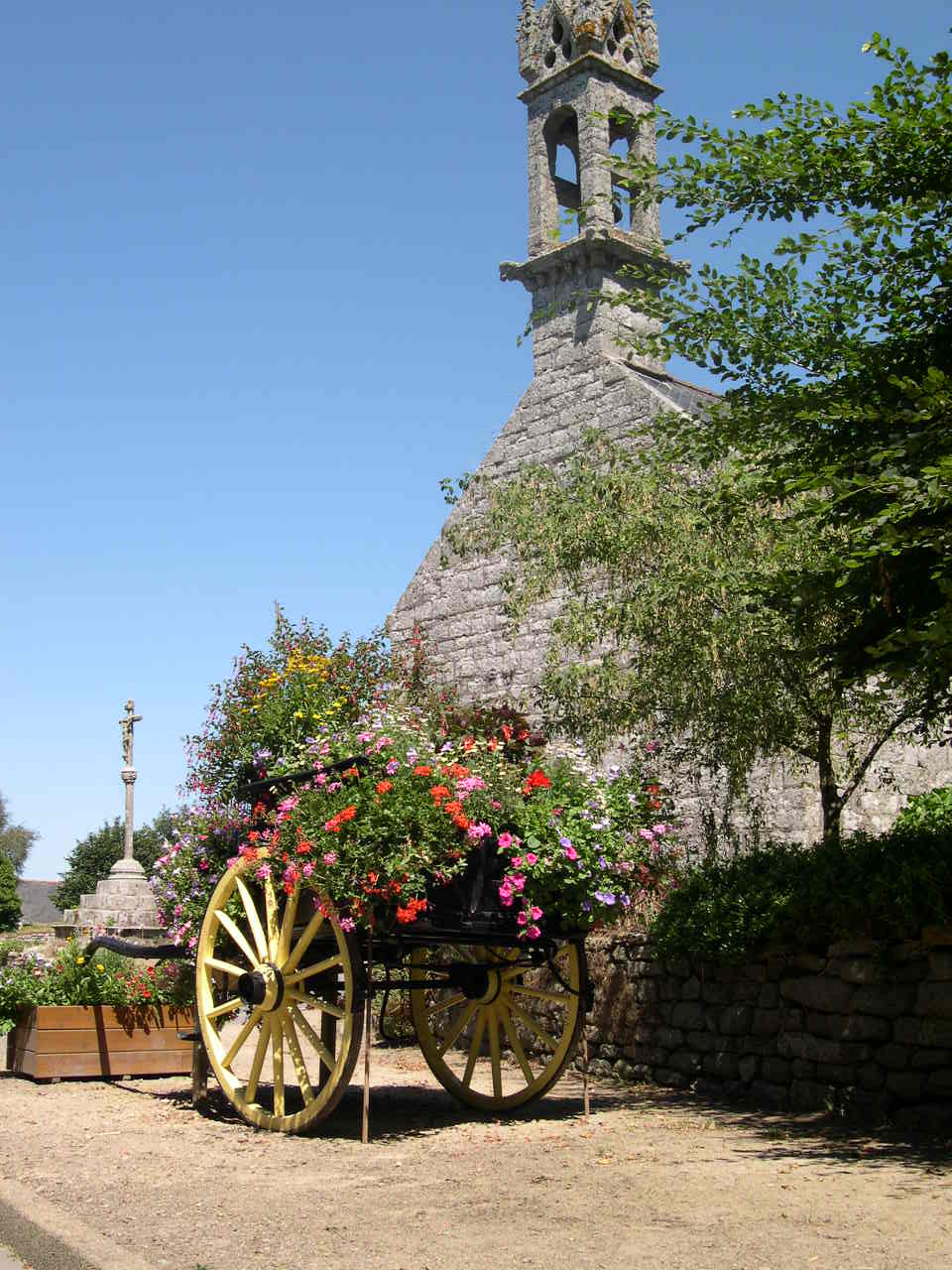
Kapelle Saint-Pierre

- Kirche Saint-Magloire
- Kapelle Saint-Pierre